# Nanovivienda
El sistema habitable Nano es un concepto "verde" de prefabricación desarrollado en Suiza para uso residencial que presenta una innovadora propuesta arquitectónica sustentable. El diseño estuvo basado en una combinación de componentes prefabricados Sorbos (hechos de cemento, tableros contrachapados, reciclado ligero de acero y espuma de poliuretano), creación de espacios flexibles (a través del sistema Nano) y uso de sistemas de energía renovable. Esto sugiere una solución optimista y medioambiental para el problema de alojamiento global de muy pequeños espacios habitables a precio razonable.
La "Nano vivienda" puede ser utilizada por una familia de tres integrantes en un área que consta de 25 metros cuadrados (270 sq ft). Esto es posible por la incorporación de la "tecnología de suspender", la cual pliega la medida del área útil dentro de este espacio para transformar el espacio útil común en dos dormitorios separados por noche. La "tecnología de suspender" puede ser utilizada en construcciones nuevas y también puede ser adaptada para ser utilizada en estructuras existentes, como hoteles, estudios, dormitorios y alojamientos muy pequeños.